# Wilhelm von Montferrat (Jaffa und Askalon)
Wilhelm Langschwert von Montferrat (ital.: Guglielmo Lungaspada, lat.: Willelmus Longaspatha; * zwischen 1135 und 1145; † 1177) war ein Graf von Jaffa und Askalon im Königreich Jerusalem.
Er war der älteste Sohn von Wilhelm V. († 1191), Markgraf von Montferrat aus dem Hause der Aleramiden und der Judith von Österreich aus dem Hause der Babenberger somit Urenkel des Kaisers Heinrich IV. Er war der ältere Bruder von Konrad und Bonifatius und Rainer.
Die Ordnungszahl „VII.“ wurde ihm nicht zugeordnet, weil er der siebte Markgraf von Montferrat namens Wilhelm gewesen wäre, sondern weil er der siebte Träger des Namens Wilhelm im Haus der Aleramiden ist. Wilhelm Longaspatha starb bereits vor seinem Vater. Er wird als Sohn von Wilhelm V. vereinzelt auch als Wilhelm VI. gezählt. Sein Vater Wilhelm V. wird als sechster Wilhelm vom Haus der Aleramiden auch als Wilhelm VI. gezählt.
1176 wurde er, vermutlich auf Vorschlag König Ludwigs VII. von Frankreich, von König Balduin IV. von Jerusalem und dessen Regenten Graf Raimund III. von Tripolis als Ehemann für Balduins älteste Schwester Sibylle ausgewählt. Balduin IV. war kinderlos und litt an Lepra, weshalb absehbar war, dass Sibylle und aus ihrem Recht auch ihr Ehemann den Thron des Königreichs Jerusalem erben würden. Im Oktober 1176 erreichte er Sidon und heiratete Sibylle. Aufgrund seiner Hochzeit wurde Wilhelm mit der traditionell dem Kronprinzen zustehenden Grafschaft Jaffa und Askalon belehnt. Zur Thronbesteigung durch Wilhelm kam es nicht, da er bereits kurz nach der Hochzeit, spätestens 1177, an Malaria starb. Allerdings war Sibylle zu diesem Zeitpunkt mit Wilhelms Sohn, dem späteren König Balduin V. schwanger.
Seine Witwe heiratete 1180 den westfranzösischen Adligen Guido von Lusignan, der wie er mit Jaffa und Askalon belehnt wurde und schließlich 1186, zum König von Jerusalem aufstieg.